# Ryan Crocker
Ryan C. Crocker, né le 19 juin 1949 à Spokane (Washington), États-Unis, est un diplomate américain.

## Biographie
Successivement en poste comme ambassadeur des États-Unis au Liban en 1990, au Koweït en 1994, en Syrie de 1998 à 2001, puis au Pakistan en 2004, il est choisi le 8 février 2007 par le président George Bush pour succéder à Zalmay Khalilzad comme ambassadeur en Irak. Devenu ambassadeur en Afghanistan en 2009, il doit partir à l'été 2012 pour raisons de santé.
En août 2012, il est sur le coup de poursuites pour conduite en état d'ivresse et délit de fuite après un accident de la route.